# Stenophylax indicus
Stenophylax indicus är en nattsländeart som först beskrevs av Martin E. Mosely 1936.  Stenophylax indicus ingår i släktet Stenophylax och familjen husmasknattsländor. Inga underarter finns listade i Catalogue of Life.